# First Folio

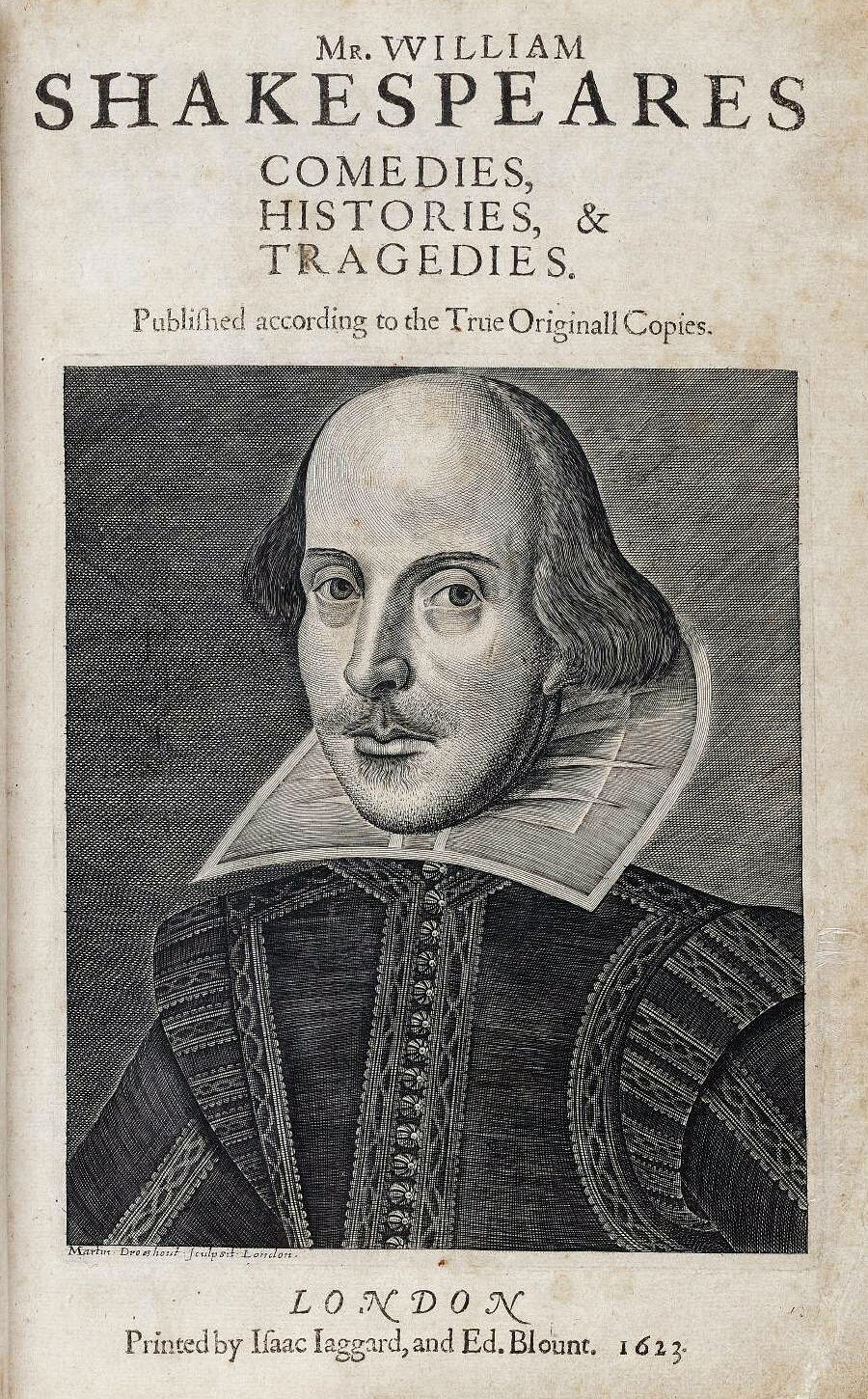
Frontespizio del First Folio, col celebre ritratto di Shakespeare inciso da Martin Droeshout

Con il termine First Folio gli studiosi indicano la prima pubblicazione delle opere di William Shakespeare, intitolata Mr. William Shakespeares Comedies, Histories, & Tragedies. Contiene 36 opere di Shakespeare e fu preparato dai suoi colleghi attori John Heminges e Henry Condell nel 1623, circa sette anni dopo la morte del bardo.
Anche se 18 dei lavori di Shakespeare erano stati pubblicati nel formato in quarto prima di questa data, il First Folio rappresenta la sola fonte attendibile per circa venti opere e comunque una fonte molto importante anche per molte di quelle già in precedenza pubblicate. Il testo comprende tutte le opere che sono generalmente attribuite alla penna di Shakespeare, tranne Pericle, principe di Tiro e I due nobili congiunti. Non comprende né le poesie né i poemi.

## La stampa del libro
I contenuti del First Folio furono raccolti da Heminges e Condell, membri della Stationers Company, mentre a pubblicare il libro furono i librai Edward Blount e William e Isaac Jaggard, rispettivamente padre e figlio. I Jaggard erano allo stesso tempo tipografi e librai, una combinazione d'attività insolita, ma non senza precedenti. La scelta di affidarsi a William Jaggard è sembrata una strana mossa da parte dei membri della compagnia dei King's Men, dato che questi aveva pubblicato la discutibile raccolta Il pellegrino appassionato come fosse di Shakespeare e, nel 1619, aveva stampato delle nuove edizioni di dieci in quarto per i quali non aveva i diritti, falsificandone in parte le date ed i titoli. Si pensa che la realizzazione del First Folio fosse un lavoro così complesso che i King's Men ebbero semplicemente bisogno della professionalità e delle capacità della bottega dei Jaggard.
Il gruppo di persone che collaborarono alla pubblicazione del First Folio comprende anche due cartolai che detenevano i diritti di alcune delle opere che erano state stampate in precedenza: William Aspley (che aveva Molto rumore per nulla e Enrico IV, parte 1) e John Smethwick (che aveva Pene d'amor perdute, Romeo e Giulietta e Amleto). Smethwick era stato anche un socio d'affari di un altro membro della famiglia Jaggard, il fratello di William, John.
L'effettiva stampa del libro avvenne probabilmente tra l'aprile e l'ottobre 1621 e, dopo una pausa per permettere di realizzare un altro lavoro, fu completata dall'autunno 1622 fino all'inizio dell'anno successivo. Fu posto in vendita verso la fine del 1623; la Biblioteca Bodleiana dell'Università di Oxford ricevette la propria copia all'inizio del 1624 (copia che fu in seguito rivenduta per 24 sterline come edizione superata quando il Third Folio divenne disponibile nel 1664).

## I contenuti
Le trentasei opere contenute nel First Folio si trovano nell'ordine presentato qui sotto; Le opere che non erano mai state pubblicate prima del 1623 sono segnate con il simbolo ✓. Per ogni opera è indicato il tipo di fonte usato dai curatori, così come determinato dalle successive ricerche bibliografiche.
È necessario precisare il significato di alcune definizioni. Il termine "foul papers" (It. "prime stesure manoscritte") si riferisce alle bozze di lavoro di Shakespeare; una volta completata l'opera veniva preparata dallo stesso autore o da uno scrivano una trascrizione o "bella copia" dei foul papers. Su questo manoscritto poi spesso venivano aggiunte fitte annotazioni con precise indicazioni per l'allestimento e tutto quanto servisse praticamente per la rappresentazione. A questo punto poteva essere utilizzata come "copione" di scena e servire al capocomico o al suggeritore per guidare la realizzazione dell'opera. Alcuni di questi manoscritti potrebbero essere stati usati come fonte per procedere alla stampa del testo. In alcune rare occasioni anche un testo a stampa potrebbe essere stato annotato per essere usato come copione, come sembrerebbe accaduto nel caso di Sogno di una notte di mezza estate.

### Commedie
- 1 La Tempesta ✓ - l'opera fu preparata per la stampa sulla base di un manoscritto curato da Ralph Crane, una scrivano professionista che lavorava per la King's Men company. Crane eseguì un lavoro di altissima qualità, riportando la divisione formale in atti e scene e facendo un ampio uso di parentesi, trattini e altri segni per suddividere il testo che resero la sua mano facilmente identificabile.
- 2 I due gentiluomini di Verona ✓ - altra trascrizione di Ralph Crane.
- 3 Le allegre comari di Windsor - altra trascrizione di Ralph Crane.
- 4 Misura per misura ✓ - probabilmente un'altra trascrizione di Ralph Crane.
- 5 La commedia degli errori ✓ - probabilmente andata in stampa traendola da alcuni "foul papers" di Shakespeare con poche annotazioni.
- 6 Molto rumore per nulla - andata in stampa da una copia dell'in quarto, con poche annotazioni.
- 7 Pene d'amor perdute - andata in stampa da una copia corretta dell'edizione Q1.
- 8 Sogno di una notte di mezza estate - andata in stampa da una copia dell'edizione Q2, con molte annotazioni, che potrebbe essere stata usata come copione.
- 9 Il mercante di Venezia - andata in stampa da una copia dell'edizione Q1 con poche note e correzioni.
- 10 Come vi piace ✓ - tratta da un manoscritto di buona qualità, con alcune annotazioni fatte da un suggeritore.
- 11 La bisbetica domata ✓ - andata in stampa da alcuni "foul paper" di Shakespeare con varie annotazioni, forse preparati per essere usati come copione.
- 12 Tutto è bene quel che finisce bene ✓ - probabilmente da alcuni "foul paper" di Shakespeare o una loro trascrizione manoscritta.
- 13 La dodicesima notte ✓ - andata in stampa sia da un copione che da una trascrizione.
- 14 Il racconto d'inverno ✓ - altra trascrizione di Ralph Crane.

### Drammi storici
- 15 Re Giovanni ✓ - origine incerta: o un copione o "foul papers".
- 16 Riccardo II - andata in stampa dalle edizioni Q3 e Q5, confrontate con un copione.
- 17 Enrico IV, parte 1 - andata in stampa da una copia dell'edizione Q5.
- 18 Enrico IV, parte 2 - origine incerta: probabilmente tratta dalla fusione di un manoscritto con un copia "in quarto".
- 19 Enrico V - andata in stampa da alcuni "foul paper" di Shakespeare.
- 20 Enrico VI, parte 1 ✓ - probabilmente da una trascrizione annotata del manoscritto dell'autore.
- 21 Enrico VI, parte 2 - probabilmente da un manoscritto di Shakespeare usato come copione.
- 22 Enrico VI, parte 3 - come la parte II.
- 23 Riccardo III - difficile determinazione: probabilmente andata in stampa in parte tratta da un'edizione Q3 e in parte da una Q6 integrate da un manoscritto (forse "foul paper").
- 24 Enrico VIII ✓ - andata in stampa da una bella copia trascritta del manoscritto dell'autore.

### Tragedie
- 25 Troilo e Cressida - probabilmente andata in stampa dall'edizione in quarto, integrata dai "foul paper" di Shakespeare.
- 26 Coriolano ✓ - deriva da una trascrizione dell'autore di buona qualità.
- 27 Tito Andronico - andata in stampa da una copia dell'edizione Q3 che potrebbe essere stata usata come copione.
- 28 Romeo e Giulietta - essenzialmente una ristampa dell'edizione Q3.
- 29 Timone d'Atene ✓- tratta dai "foul paper" di Shakespeare o da una loro trascrizione.
- 30 Giulio Cesare ✓ - tratta da un copione o da una trascrizione di un copione.
- 31 Macbeth ✓ - probabilmente tratta da un copione.
- 32 Amleto - uno dei maggiori problemi posti dal First Folio: probabilmente tratta da una combinazione dell'edizione Q2 e di manoscritti.
- 33 Re Lear - un altro problema di difficile soluzione: probabilmente tratta principalmente dall'edizione Q1 ma con riferimenti alla Q2 ed integrata con un copione.
- 34 Otello - un altro problema di difficile soluzione: probabilmente andata in stampa dall'edizione Q1 integrata con un manoscritto di buona qualità.
- 35 Antonio e Cleopatra ✓ - probabilmente da "foul paper" o da una loro trascrizione.
- 36 Cimbelino ✓ - probabilmente un'altra trascrizione di Ralph Crane, oppure il copione ufficiale.

Troilo e Cressida originariamente doveva seguire Romeo e Giulietta, ma la messa in stampa fu interrotta, probabilmente per una contesa riguardo ai diritti dell'opera; fu inserita in seguito come prima delle tragedie quando il problema fu risolto.

## I tipografi
Gli studiosi moderni sono stati in grado di determinare che i testi del First Folio furono messi a stampa da cinque diversi tipografi, che presentano diverse peculiarità e conoscenze lessicali e diversi livelli di competenza. I ricercatori li hanno etichettati con le lettere che vanno dalla A alla E: A è il più accurato e competente e così via fino ad E che è un apprendista che mostra evidenti difficoltà di gestione dei manoscritti. I loro contributi in numero di pagine nella composizione del First Folio sono i seguenti (il segno + indica mezza pagina):
|   | Commedie | Drammi storici | Tragedie | Totale |
| A | 74       | 80             | 40       | 194    |
| B | 143      | 89             | 213      | 445    |
| C | 79       | 22             | 19       | 120    |
| D | 35+      | 0              | 0        | 35+    |
| E | 0        | 0              | 71+      | 71+    |

Il tipografo E fu molto probabilmente un certo John Leason, il cui contratto di apprendistato risaliva soltanto al 4 novembre 1622. Uno degli altri quattro potrebbe essere stato un certo John Shakespeare del Warwickshire che fu apprendista dai Jaggard nel periodo 1610-17. (All'epoca "Shakespeare" era un cognome piuttosto comune nella regione).

## La tecnica di stampa e le revisioni del First Folio
Alcuni registi che si sono cimentati con le opere di Shakespeare credono che le edizioni moderne, che sono state profondamente riviste e modificate per renderle più leggibili, abbiano cancellato dei possibili spunti per l'interpretazione degli attori presenti nel Folio, cambiando l'uso delle maiuscole, usando una diversa punteggiatura o addirittura cambiando o rimuovendo intere parole.
Walter Wilson Greg ha sostenuto che Edward Knight, colui che era predisposto alla conservazione dei testi della King's men company, sia stato il vero revisore delle fonti manoscritte usate per comporre il First Folio. Si sa che Knight ebbe l'incarico di conservare e annotare i testi della compagnia, ed assicurarsi che i tagli e le modifiche decise dal Master of the Revels (un incaricato reale con compiti di censura) fossero applicati.
Alcune pagine del First Folio, 134 su un totale di 900, furono corrette e riviste mentre la procedura di stampa era in corso. Di conseguenza il Folio si differenzia dai libri contemporanei per il fatto che gli errori tipografici differiscono considerevolmente da una copia all'altra. Ci furono almeno 500 correzioni "volanti" fatte in questo modo. Queste correzioni fatte dai compositori, tuttavia, consistevano soltanto in semplici errori di stampa, causati da loro stessi; l'analisi suggerisce che non andarono mai a controllare sulle fonti manoscritte.

## Le quotazioni attuali
Il prezzo originale a cui fu posto in vendita il First Folio fu di 1 sterlina, equivalente a circa 130 euro attuali. Si pensa che ne vennero stampate circa 1000 copie. Il censimento più recente (svolto tra il 1995 e il 2000) ne ha registrate come esistenti ancora 228, tra cui le cinque copie in possesso della British Library. Delle duecento e oltre copie esistenti, solo 40 sono in effetti copie complete, mentre le altre nel tempo hanno subito mutilazioni di vario tipo. Solo una di queste copie fa parte al momento di una collezione privata. Una copia è conservata a Padova, presso la biblioteca universitaria, e risulta essere, ad oggi, l'unica di tutta l'Europa meridionale.
È uno dei più costosi libri a stampa del mondo. Una copia venduta all'asta da Christie's a New York, nell'ottobre 2001, è stata battuta a 5600000 $ (poco più di quattro milioni di euro), mentre l'Oriel College di Oxford realizzò 3.500.000 sterline vendendo la propria copia a John Paul Getty Jr. nel 2003. Nell'ottobre 2020 un'altra copia all'asta presso Christie's a New York è stata battuta a 10 000 000 $; nel luglio 2022 presso Sotheby’s a 6 160 000 $, e nell'ottobre dello stesso anno la University of British Columbia ha acquisito, ancora in un'asta presso Christie's a New York, una copia per quasi 7 400 000 $.